# Kyonemichthys rumengani
Kyonemichthys rumengani är en fiskart som beskrevs av Martin F. Gomon 2007. Kyonemichthys rumengani ingår i släktet Kyonemichthys och familjen kantnålsfiskar. Inga underarter finns listade i Catalogue of Life.